# Apocyclops ramkhamhaengi
Apocyclops ramkhamhaengi – gatunek widłonoga z rodziny Cyclopidae. Nazwa naukowa gatunku została po raz pierwszy opublikowana w 2008 roku przez zespół tajlandzkich zoologów: Supawadee Chullasorn, Pawana Kangtia i Khwanruan Pinkaew oraz Amerykanina Franka D. Ferrariego.